# Fanapanel
Fanapanel (INN, kodni naziv ZK-200775), takođe poznat kao MPQX, je lek koji je derivat hinoksalindiona koji deluje kao kompetitivni antagonist AMPA receptora. On je bio u razvoju od strane Schering AG za lečenje cerebralne ishemije povezane sa moždanim udarom i traumom, ali su klinička ispitivanja obustavljena iz bezbednosnih razloga usled moguće toksičnosti glijalnih ćelija i zbog neprihvatljivih neželjenih efekata kao što su prekomerna sedacija, smanjenje svesti (koje se sastoji od stupora i kome), i prolazno neurološko pogoršanje. Takođe je primećeno da lek izaziva vizuelne promene i oštećenja, uključujući zamagljen vid, snažno oštećenu percepciju boja i smanjenu oštrinu vida i noćni vid, neželjene efekte za koje se smatra da su uzrokovani blokadom AMPA receptora u mrežnjači.